# Påkørslen i München 2025
Påkørslen i München 2025 var en påkørsel af en menneskemængde i München i Bayern, Tyskland 13. februar 2025. De påkørte personer deltog i en fagforeningsrelateret demonstration. I forbindelse med påkørslen kom mindst 39 mennesker til skade (heriblandt børn)., men der var i begyndelsen ikke meldinger om dødsfald. Senere afgik to personer (en kvinde og hendes toårige datter) dog ved døden. Ifølge Byerns ministerpræsident Markus Söder mistænker myndighederne, at der er tale om et angreb.
Føreren af bilen, en 24-årig afvist afghansk asylansøger, er blevet anholdt. Han har ifølge politiet handlet alene. Inden anholdelsen havde politiet beskudt bilen, der var en hvid Mini Cooper. Dagen efter erkendte den mistænkte, der både har opholds- og arbejdstilladelse i Tyskland, at have påkørt menneskemængden med vilje.